# Tesha Moon Krieg
Tesha Moon Krieg (* 2001) ist eine deutsche Schauspielerin.

## Karriere
Krieg debütierte 2011 als Kinderdarstellerin in einer Episode von Alarm für Cobra 11. Es folgten kleinere Rollen in Spielfilmen.

## Filmografie
- 2011: Alarm für Cobra 11 – Die Autobahnpolizei: 72 Stunden Angst
- 2012: Das Hochzeitsvideo
- 2013: Der Geschmack von Apfelkernen
- 2014: Plan B (Kurzfilm)
- 2015: Simon sagt auf Wiedersehen zu seiner Vorhaut
- 2017: Dieses bescheuerte Herz
- 2021: Tatort: Der Reiz des Bösen (Fernsehfilm)
- 2023: SOKO Stuttgart: Blutiges Wiedersehen